# Люди Ікс (фільм)
«Люди Ікс» (англ. X-Men) — американський фантастичний бойовик 2000 року про людей-мутантів за мотивами однойменної серії коміксів. Фільм був знятий за підтримки компанії 20th Century Fox.

## Сюжет
Події починаються 1944 року в Польщі. У Варшавському гетто хлопчик-єврей на ім'я Ерік Леншерр від відчаю силою думки згинає потужну металеву браму.
Дія переноситься в недалеке майбутнє. Дівчина-підліток Марі під час свого першого в житті поцілунку доторкнулась до хлопця, і той раптом падає на підлогу в страшних конвульсіях. Через три тижні, не виходячи з коми, хлопець помирає в лікарні.
Учені вже давно відзначили зростаючу за останні роки кількість мутацій, в результаті яких стали з'являтися люди з екстраординарними здібностями. Відомим ученим, а також мутантом-телепатом професором Чарльзом Ксав'є була організована школа для обдарованих дітей, під прикриттям якої функціонує група мутантів, що складається з учнів, які тільки вчаться контролювати свої незвичайні здібності та їхніх вчителів — досвідчених мутантів. У той самий час американський сенат з подачі сенатора Роберта Келлі приймає закон про початок реєстрації мутантів і їхніх здібностей, з метою виявлення особливо небезпечних представників. Феномен мутації навіть вноситься на розгляд чергової сесії ООН.
На півночі провінції Альберта (Канада), Марі, яка втекла з рідного дому і жахається своїх нових здібностей, сподівається знайти найбезлюдніше місце на землі, щоб нікому і ніколи більше не завдавати шкоди. На руках вона тепер носить рукавиці, оскільки організм дівчини завдає смертельні муки всьому живому, до чого торкається. Зупинившись перекусити в місцевій забігайлівці, Марі, яка для конспірації взяла собі прізвисько «Роуґ», випадково зустрічається з таким же мутантом-відлюдником, як сама — Лоґаном, на прізвисько Росомаха. Його здібності полягають у тому, що він має неймовірні можливості до регенерації та має в руках висувні леза з надзвичайно міцного металу адамантію. Росомаха і Роуґ потрапляють у халепу — їх намагається захопити мутант за здібностями, що нагадують здібності Росомахи — Шаблезубий. На допомогу Росомасі встигає прибути група мутантів професора Ксав'є.
Так Росомаха і Роуґ потрапляють до незвичайної школи Чарльза Ксав'є, інакше знаного як Професор Ікс, що розташована у відлюдному місці в штаті Нью-Йорк. Тут молоді мутанти опиняються у світі собі подібних, найобдарованіші з яких допомагають професору Ікс не тільки займатися пошуками нових дітей-мутантів, але й успішно протистояти Магнето — тому самому єврейському хлопчику з Варшавського гетто, який через багато років тренувань і вивчення фізичних властивостей металів, повністю розкрив свій дар. Уже літній Ерік Леншерр вважає, що війна людей із мутантами неминуча, адже люди це нижча ланка в ланцюзі еволюції, яке заважає свободі нових людей — мутантів. Він намагається всіма способами прискорити цю війну і тому протистоїть всім спробам Чарльза Ксав'є переконати людство жити в мирі з мутантами, застосовуючи їхні здібності задля спільного блага. Магнето збирає команду однодумців. Він не вірить, що люди і мутанти будь-коли зможуть мирно співіснувати, і розробив план, як раз і назавжди вирішити проблему цього протистояння.
Магнето викрадає сенатора Келлі — найпослідовнішого активіста за обмеження свободи мутантів у резерваціях. На ньому він випробовує свій винахід — машину для активізації сплячих генів та породження таким чином мутантів. Але ця машина викликає у людей випадкові мутації і сенатор перетворився на еластичну водянисту істоту. Магнето задумує використати свою машину під час саміту ООН в Нью-Йорку близько Статуї Свободи, на якому будуть присутні глави всіх великих держав світу. Злий геній сподівався перетворити великих політиків на мутантів, і таким чином примусити їх легалізувати нову людську расу. Як підсумок — прибрати владу над світом до своїх рук.
Але планам Магнето, який захопив Марі як джерело енергії для своєї машини (використовуючи її вміння переймати здібності інших мутантів), стають на заваді його вічний супротивник Чарльз Ксав'є і його найкращі учні: керуюча погодою Шторм, Циклоп, що ховає під спеціальними окулярами лазерний погляд, телепат і телекінетик Джин Ґрей, і Росомаха, що також приєднався для порятунку подруги Роуґ. Вони долають опір трьох помічників Магнето: звіроподібного Шаблезуба, Містік — жінки, яка здатна змінювати своє тіло, і Жаби з довгим липким язиком.
Люди Ікс зупиняють Магнето і рятують людство від насильницького поширення мутації. Самого лиходія кидають до особливої пластикової ізольованої камери, де він не може керувати металом. Та Магнето не здаться і обіцяє колись вибратися з ув'язнення, щоб продовжити свою справу.
Закінчується фільм кадрами, які демонструють сенатора Келлі, що дивиться з екрану жовтими хижими очима, такими ж, як у Містік.

## У ролях
| Актор          | Роль                                |
| -------------- | ----------------------------------- |
| Г'ю Джекмен    | Джеймс Гоулетт/Лоґан/Росомаха       |
| Патрік Стюарт  | Професор Чарлз Ксав'єр/Професор Ікс |
| Ян МакКеллен   | Ерік Леншерр/Магнето                |
| Фамке Янссен   | Джин Ґрей                           |
| Джеймс Марсден | Скотт Саммерс/Циклоп                |
| Геллі Беррі    | Ороро Манро/Шторм                   |
| Анна Паквін    | Марі/Роуґ                           |
| Ребекка Ромейн | Рейвен Даркголм/Містік              |
| Рей Парк       | Мортімер Тойнбі/Жаба                |
| Тайлер Мане    | Віктор Крід/Шаблезубий              |
| Брюс Девісон   | сенатор Келлі                       |
| Стен Лі        | людина на пляжі                     |